# Ivar Aasen
Ivar Aasen (Ørsta, Sunnmøre, 1813. augusztus 5. – Kristiania, ma Oslo, 1896. szeptember 23.) norvég nyelvtudós, költő. Hazájának eldánosodott hivatalos köznyelvének helyébe újnorvég (landsmål, később nynorsk) nyelv megalkotására törekedett, amiben az ősi elemeket őrző dialektusokat igyekezett egységesíteni. Szépművészeti alkotásai (színművek, versek) ebbéli vállalkozásának a tulajdonképpeni illusztrációi.

## Életrajza
A nyolc testvér között ő volt a legfiatalabb. Szülei földbérlő parasztok voltak. Édesanyja meghalt, amikor ő hároméves volt. Amikor 1826-ban az apja meghalt, a testvére Jon vette át a gazdaságot, s neki is sokszor kellett a földeken dolgoznia. Siver Aarflot közkönyvtára a lakóhelyétől 3 kilométer távolságra volt, amit a munka mellett gyakran meglátogatott és az irodalomhoz vonzódása ott vált egyre erősebbé.
1831-ben szülőhelyén lett általános iskolai tanár. Ezáltal lehetőséget kapott arra, hogy Volda művelődési központját látogassa, ahol egy nagyobb könyvtár volt található. Két évvel később H.C. Thoresen plébános házához került Herøyban, aki őt minden tantárgyban, így latinban is alaposan kiképezte. 1835-ben Ludvig Daae kapitány hat gyermekének házi tanítója lett Solnørban, Skodje községben, Ålesund közelében. Hét évig maradt itt. Ezalatt az idő alatt alapos ismeretekre tett szert a latinban, a németben, az angolban, a nyelvtanban, az irodalomban, a földrajzban, a történelemben és a botanikában. Különösen intenzíven foglalkozott a botanikával - 500 növényből álló gyűjteménnyel rendelkezett - és a grammatikával. 1840-ben átköltözött Moldébe P. V. Deinboll plébánoshoz, majd 1841-ben Jacob Neumann püspökhöz Bergenbe. 1840-ben Trondheimbe ment és különböző tanulmányutakat tett. Ezután Christianiaba került, ahol egy élethosszig tartó ösztöndíjat kapott, ami a számára egy professzori fizetéssel ért fel. A hivatalos kinevezést azonban visszautasította.

## Munkássága
A botanikus

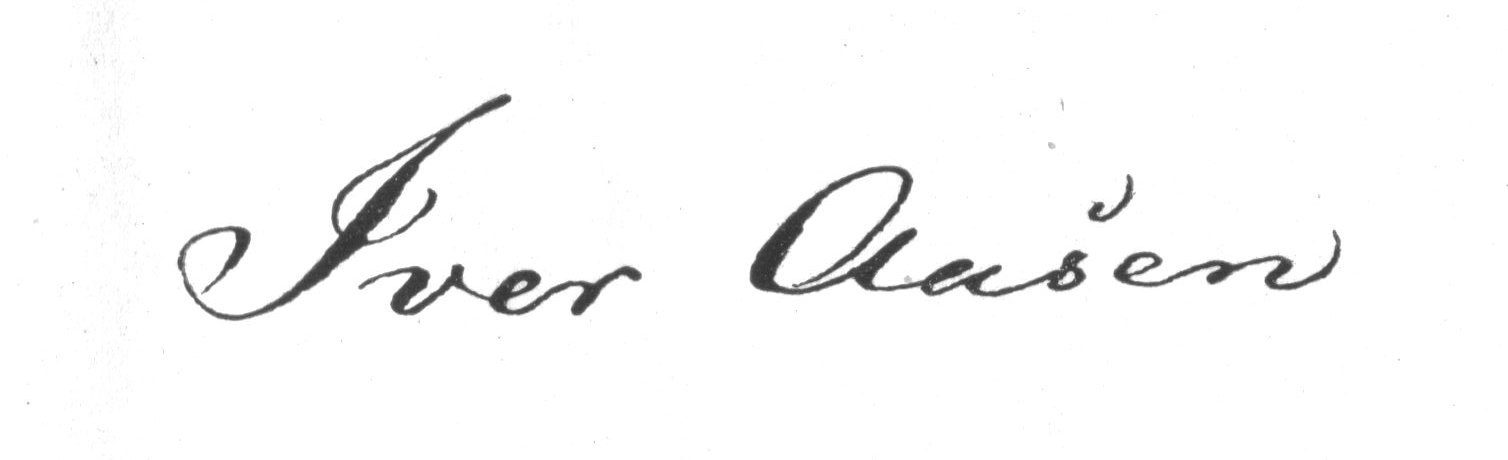
Aasen aláírása

Ivar Aasen lelkes botanikus volt. 506 növényből álló gyűjteménye volt, amit 1837 és 1839 között Sunnmøreben állított össze. Eredetileg mint jelentős botanikus vált ismertté. Növénygyűjteménye egyike volt a legnagyobbaknak a 19. század első felében. A gyűjtemény értékét az adja, hogy egy behatárolt terület, nevezetesen Ørskog és Skodje környékének pontos növényleltára. A növények meghatározásáról szóló irodalom szegénysége ellenére Aasennek sikerült a gyűjteményében lévő növényeket Linné rendszerében azonosítani. 1841-ben, mivel ösztöndíjat kapott a norvég nyelv kutatására, a botanikusi tevékenységet feladta. De az érdeklődése a botanika iránt megmaradt. 1860-ban a norvég növénynevekről írt cikket.
A nyelvész
1836-ban fogalmazta meg a norvég írott nyelvről szóló tervezetét "Írásbeliségünk" címmel. Néhány évvel később Sunnmøreben vetette papírra a nyelv grammatikáját. Ezt a növénygyűjteményével együtt elvitte Jacob Neumann püspökhöz, aki nagy érdeklődést mutatott a nyelvtan iránt, és Aasen munkájának részleteit 1841-ben a "Bergens Stiftstidende"-ben megjelentette. A püspök felvette a kapcsolatot Trondheimben Frederik Moltke Bugge-val, a Norvég Királyi Tudományos Társaság elnökével. S Aasen Trondheimben egy kutatói ösztöndíjat kapott a norvég dialektusok kutatására. Ehhez négy év alatt, 1847-ig az egész országot beutazta. A dialektusokat az ónorvég nyelvre vonatkozó értékelése szerint a norrønhoz való hasonlóságuk alapján rangsorolta. Eszerint a Hardangarban, Vossban és Sognban beszélt dialektust helyezte az élre. Ezen a környéken a nynorsk (újnorvég) is széles körben elterjedt volt. Ezután Kristianiaban telepedett le, ahol élete végéig élt. A naplóját és kevés levelet (melyeket 1957 és 1960 között adtak ki) dánul írta, néhányat a saját nyelvén, a landsmålon. Különböző, kis könyveket is írt. Ezek közül a leghosszabb landsmål nyelven fogalmazott szövegű a „Heimsyn: ei snøgg Umsjaaing yver Skapningen og Menneskja: tilmaatad fyre Ungdomen“ (Világlátás. Rövid áttekintés a teremtésről és az emberről az ifjúság számára.) A művet 1875-ben írta, 96 oldal és alig olvasta valaki.
A nyelvújító

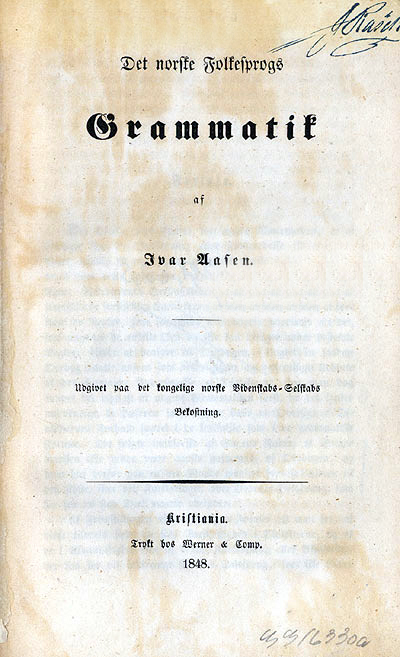
"A norvég népnyelv grammatikája" címoldala

A norvég nyelv megújítására tett munkálkodását Henrik Wergeland befolyásolta és az mindenekelőtt az írott nyelv megreformálására irányult. Ezt példázza a „Samtale mellem to bønder“ (Két paraszt beszélgetése) című írása, ami 1849-ben a Morgenbladet című konzervatív újságban jelent meg. Előtte 1848-ban jelent meg a „Det norske Folkesprogs Grammatikk“ (A norvég népnyelv grammatikája) 1850-ben adták ki a Norvég népnyelv szótárát. A mű több, mint 25000 szót tartalmaz és a nagy történész, Peter Andreas Munch nemzeti mesterműnek jellemezte. 1853-ban az első munka landsmål nyelven a „Prøver af Landsmaalet i Norge“ (Landsmål próbálkozások Norvégiában) volt. 1873-ban jelent meg Aasen norvég szótárának javított kiadása.
Aasen korában a norrøn nyelvet az egész ország területén beszélt egységes nyelvnek tartották. A későbbi kutatások azonban megmutatták, hogy már akkoriban is több dialektus létezett. Sok szóról, melyeket Aasen a szótárából kihagyott, kiderült, hogy eredeti, ónorvég.
Hatása
Ivar Aasen azon a véleményen volt, hogy a nyelv minél eredetibb és jobb, annál archaikusabb, és ez nagyon ellentmondott a Herder által képviselt nemzeti romantikus korszellemnek. Mások ellenben úgy vélték, hogy Aasen nyelve a modern gondolatok kifejezésére alkalmatlan.
Őt mindenekelőtt a képzett, felsőbb réteg ünnepelte. Könyvei nagyon szépen fogytak. Bjørnstjerne Bjørnson is az új nyelv elterjesztéséért fáradozott. Hamarosan írók is akadtak, akik ezen a nyelven írtak. De közülük senki nem látott benne többet, mint kiindulópontot. 1858-ban három szerző írt landsmål nyelven, de mindegyik saját felfogásban. A szövegek nem azonos nyelvet használtak, így senki nem értette azokat, aki némiképpen nem beszélte a norrøn nyelvet is. 1858-ban Aasen felkérést kapott, hogy egy újság részére az izlandi Fridtjofs saga című művet fordítsa le. Ő ezt az ő személyes landsmål nyelvére fordította. Az újság ezután az olvasóira való tekintettel több megbízást nem adott neki. 1860 után a nemzeti romantika jelentősen visszaszorult. Aasen könyvei már nem fogytak, sőt az emberek elfelejtették. Az újság, amiben a Fridtjofs saga fordítása megjelent, megváltoztatta az irányvonalát és ellenfelének, Knud Knudsennek a nyelvi reformját támogatta, s így tett több költő, köztük Bjørnstjerne Bjørnson is, akik Aasen nyelvét túl nehéznek találták. Másoknak, mint a történész Munchnak, nem volt elég archaikus, mert vonakodott azokat a nyelvtani formákat használni, amelyek nem egy dialektusban éltek tovább. Más költők ugyan használták a landsmålt, de Ivar Aasen szerint nagyon szabatosan, mint például Arne Garborg.
Aasen nem volt jó szervező, nem tudta az ötleteit reklámozni. A nynorsk mozgalom az ő közreműködése nélkül jött létre. A későbbi helyesírási reformok sem vették át az ő grammatikai elveit, hanem a Bokmål egyszerűsítéséhez fordultak.